# Wildwasserrennsport-Europameisterschaften 2011
2011 fanden die 8. Europameisterschaften im Wildwasserrennsport im serbischen Kraljevo auf dem Ibar statt. Zum ersten Mal fanden Wettbewerbe der C1 Damen statt.

## Ergebnisse

### Nationenwertung

#### Gesamt
| Platz  | Land        | Gold | Silber | Bronze | Gesamt |
| ------ | ----------- | ---- | ------ | ------ | ------ |
| 1      | Frankreich  | 4    | 8      | 1      | 13     |
| 2      | Tschechien  | 4    | 1      | 3      | 8      |
| 3      | Deutschland | 3    | 5      | 7      | 15     |
| 4      | Kroatien    | 3    | 2      | 1      | 6      |
| 5      | Slowakei    | 2    | -      | 1      | 3      |
| 6      | Schweiz     | 1    | 1      | 2      | 4      |
| 7      | Italien     | 1    | -      | 2      | 3      |
| 8      | Slowenien   | -    | 1      | 1      | 2      |
| Gesamt | Gesamt      | 18   | 18     | 18     | 54     |

#### Classic
| Platz  | Land        | Gold | Silber | Bronze | Gesamt |
| ------ | ----------- | ---- | ------ | ------ | ------ |
| 1      | Frankreich  | 2    | 4      | 1      | 7      |
| 2      | Kroatien    | 2    | -      | 1      | 3      |
| 3      | Slowakei    | 2    | -      | -      | 2      |
| 4      | Deutschland | 1    | 4      | 4      | 9      |
| 5      | Tschechien  | 1    | 1      | 1      | 3      |
| 6      | Schweiz     | 1    | -      | 1      | 2      |
| 7      | Italien     | -    | -      | 1      | 1      |
| Gesamt | Gesamt      | 9    | 9      | 9      | 27     |

#### Sprint
| Platz  | Land        | Gold | Silber | Bronze | Gesamt |
| ------ | ----------- | ---- | ------ | ------ | ------ |
| 1      | Tschechien  | 3    | -      | 2      | 5      |
| 2      | Frankreich  | 2    | 4      | -      | 6      |
| 3      | Deutschland | 2    | 1      | 3      | 6      |
| 4      | Kroatien    | 1    | 2      | -      | 3      |
| 5      | Italien     | 1    | -      | 1      | 2      |
| 6      | Schweiz     | -    | 1      | 1      | 2      |
| 7      | Slowenien   | -    | 1      | 1      | 2      |
| 8      | Slowakei    | -    | -      | 1      | 1      |
| Gesamt | Gesamt      | 9    | 9      | 9      | 27     |